# Karmeliterkloster Heidelberg

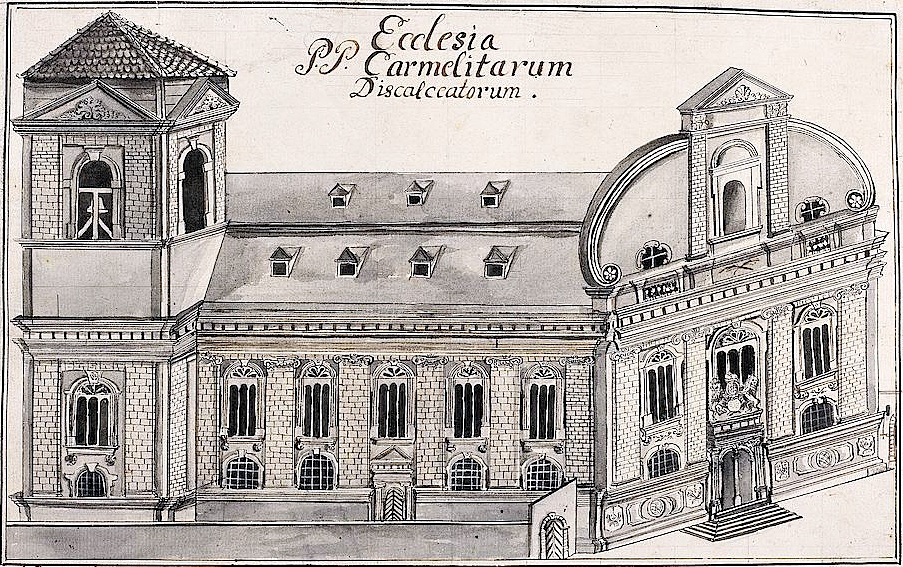
Karmeliterkirche Heidelberg, 1747

Das Karmeliterkloster Heidelberg war ein Konvent der Karmeliten, mit Kirche und Klostergebäude, in Heidelberg. Die nicht mehr erhaltene Kirche diente unter anderem als Grablege des Herrscherhauses der Wittelsbacher.

## Geschichte
Das Kloster befand sich im Bereich der heutigen Straße Friesenberg, am östlichen Ende der Stadt. Dort sind im Anwesen Friesenberg 1a noch einige überbaute Reste der Klostergebäude erhalten, darunter das Refektorium.
Kurfürst Johann Wilhelm von der Pfalz beabsichtigte, im Zuge seiner Rekatholisierungspolitik die Beschuhten Karmeliten aus Weinheim in der Stadt ansiedeln. Seine Schwester, Eleonore Magdalene von Pfalz-Neuburg, wollte in Heidelberg jedoch lieber die von ihr sehr geschätzten Unbeschuhten Karmeliten aus Wien haben. Diesem Wunsch stimmte der Kurfürst schließlich zu. Der Orden erhielt 1701 die Ruine der Jakobskirche am Friesenberg. Sie war eine mittelalterliche Gründung von Kurfürst Ruprecht I.; 1688 neu erbaut, aber schon 1693 von den Franzosen wieder abgebrannt.

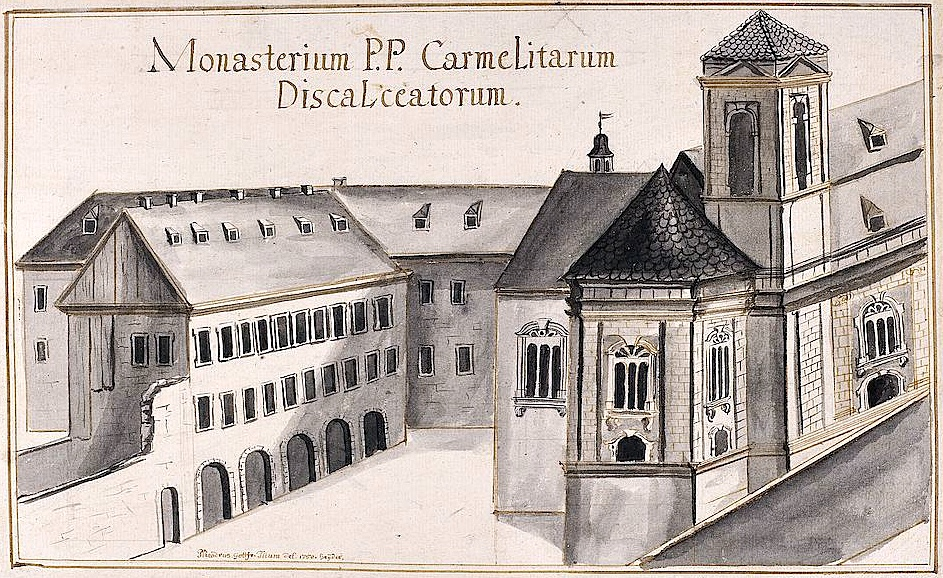
Karmeliterkloster Heidelberg, mit Rückansicht der Kirche, 1747

Im März 1702 trafen die ersten Discalceaten in Heidelberg ein. Sie kamen aus dem Kloster Augsburg und ließen bis 1713 die Kirche wieder aufbauen. Die Konsekration wurde 1724 von dem Wormser Weihbischof Johann Baptist Gegg vorgenommen. Im November 1718 wurde der Grundstein zu den Klostergebäuden gelegt. Diese errichtete Br. Dominicus a S. Euphrosina (Familienname Schorn), der bereits 1711 bis 1714 das Kloster der Unbeschuhten Karmelitinnen, bei der Dreifaltigkeitskirche in München errichtet hatte. Das Konventsgebäude wurde um 1730 und nochmals um 1760 verändert bzw. ausgebaut. Die Kirche erhielt einen dem hl. Josef geweihten Hochaltar, 1753 zusätzlich auch einen Marienaltar.
Seit 1721 bestand beim Kloster eine Josefsbruderschaft, zu deren Mitgliedern die beiden Kurfürsten Karl Philipp (1661–1742) und Karl Theodor (1724–1799) sowie viele Persönlichkeiten des kurpfälzischen Hofes und angesehene Bürger Heidelbergs zählten. Diese Bruderschaft überlebte das Heidelberger Kloster um mehr als hundert Jahre. Die besondere Verehrung des hl. Josef gehört zur ordenseigenen Spiritualität der Unbeschuhten Karmeliten. Seine Ernennung zum Schutzpatron der Kurpfalz im Jahr 1753 geht auf den Einfluss der Heidelberger Karmeliten und ihrer Josefsbruderschaft zurück.
Innerhalb der Kölner Karmelitenprovinz war die Heidelberger Niederlassung von 1755 bis 1787 der Studienkonvent. Hier wurde der Ordensnachwuchs in Theologie, Philosophie und Fremdsprachen ausgebildet. Als Lehrer entsandte man deshalb die geistige Elite der Ordensprovinz nach Heidelberg. Die Karmeliter hatten an der Universität Heidelberg auch die Lehrstühle für Exegese und morgenländische Sprachen inne.
Ab etwa 1780 begann der langsame Niedergang des Klosters. Die Geringschätzung des klösterlichen Lebens durch die Ideen der Aufklärung führte zu Nachwuchsschwierigkeiten und innerhalb der Heidelberger Gemeinschaft zu wachsenden Konflikten. Einfluss gewann dort auch der Karmelit Thaddäus Anton Dereser, einer der führenden Köpfe dieser Zeitströmung. Ende der 1780er Jahre dufte der Konvent gar keine Novizen mehr aufnehmen. In den Koalitionskriegen kam es zu empfindlichen Störungen des Ordenslebens, da die Österreicher und ihre Verbündeten das Heidelberger Kloster als Proviantmagazin nutzten. Um 1800 erfolgte die Einquartierung pfälzischer Rekruten. Am 31. März 1803 hob Kurfürst Max IV. Joseph den Heidelberger Konvent auf. Es lebten zu dieser Zeit dort noch sechs Brüder. Einer davon, Pater Gregor Hertwig, verfasste eine Chronik des Klosters und setzte sich darin auch kritisch mit den Umständen der Auflösung auseinander.
Kirche, Kloster und Garten wurden für 11.000 Gulden versteigert. Die Kirche trug man 1806/07 ab, ebenso einen Teil der Konventsgebäude. Von letzteren blieb ein Winkelbau erhalten, der heute noch umgestaltet existiert. Den Abriss des Kirchturms gestaltete man 1809 als eine öffentliche Volksbelustigung. Der Landeshistoriker Johann Franz Capellini von Wickenburg (1677–1752) hielt in dem Sammelwerk Thesaurus Palatinus Ansichten von Kirche und Kloster, sowie mehrere Grabinschriften fest.
1724 schenkte der kurpfälzische General und Heidelberger Oberamtmann Johann Wilhelm von Efferen dem Konvent bei St. Maria in der Kupfergasse ein Landgut in Freinsheim, um damit einen weiteren Konvent der Unbeschuhten Karmelitinnen in Heidelberg zu gründen; dieses Projekt wurde später wegen Weigerung der Regierung nicht verwirklicht. Von jenem Freinsheimer Gut vermachten die Eheleute Efferen einen Teil der Erträge schon vorab dem Karmelitenkloster in Heidelberg, dessen Patres das geplante Karmelitinnenkloster betreuen und wo später auch Seelenmessen für sie gefeiert werden sollten.

## Grablege

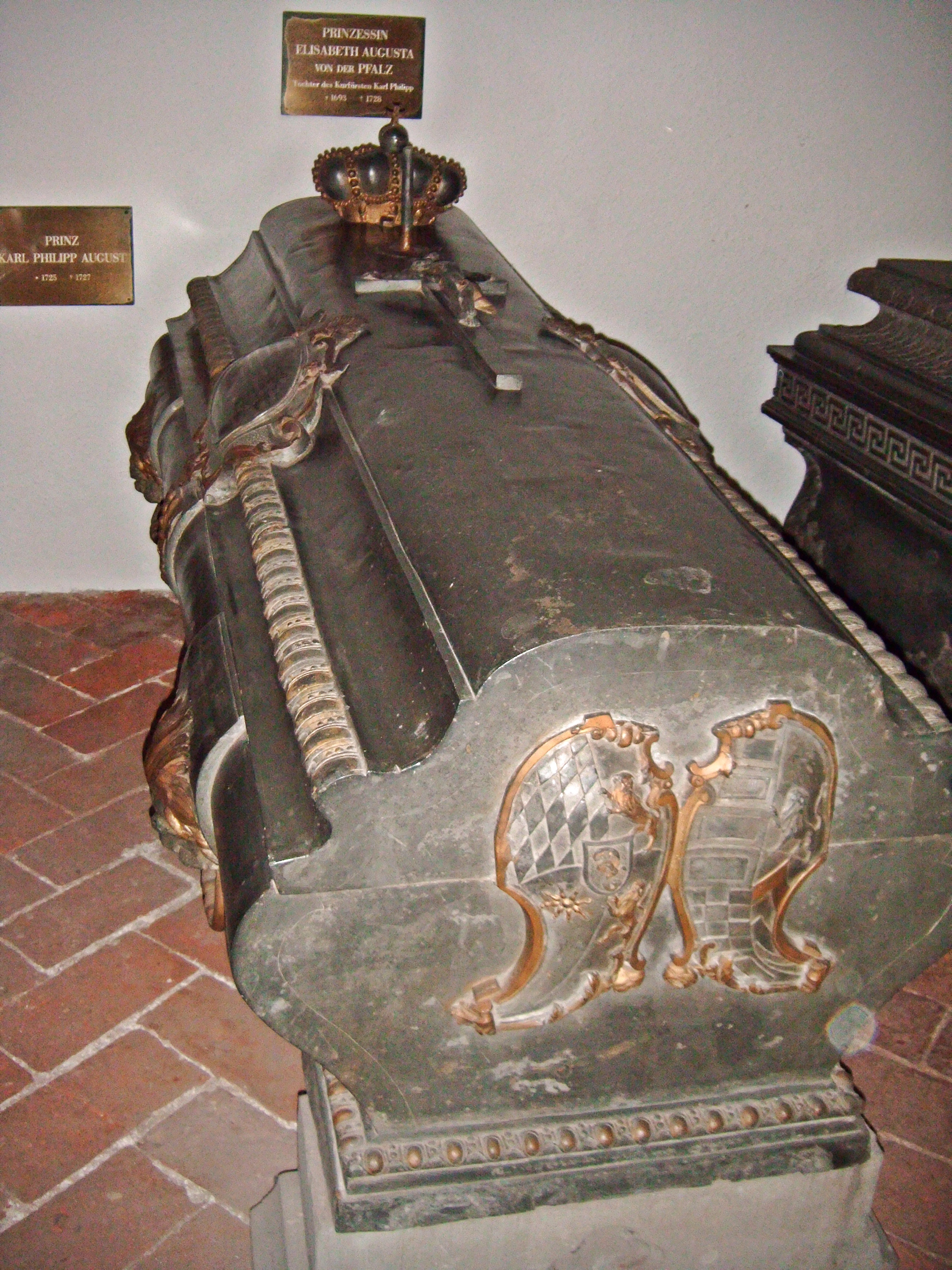
Sarkophag von Prinzessin Elisabeth Auguste Sofie von der Pfalz († 1728), heute St. Michaelskirche München, ursprünglich Gruft der Karmeliterkirche Heidelberg

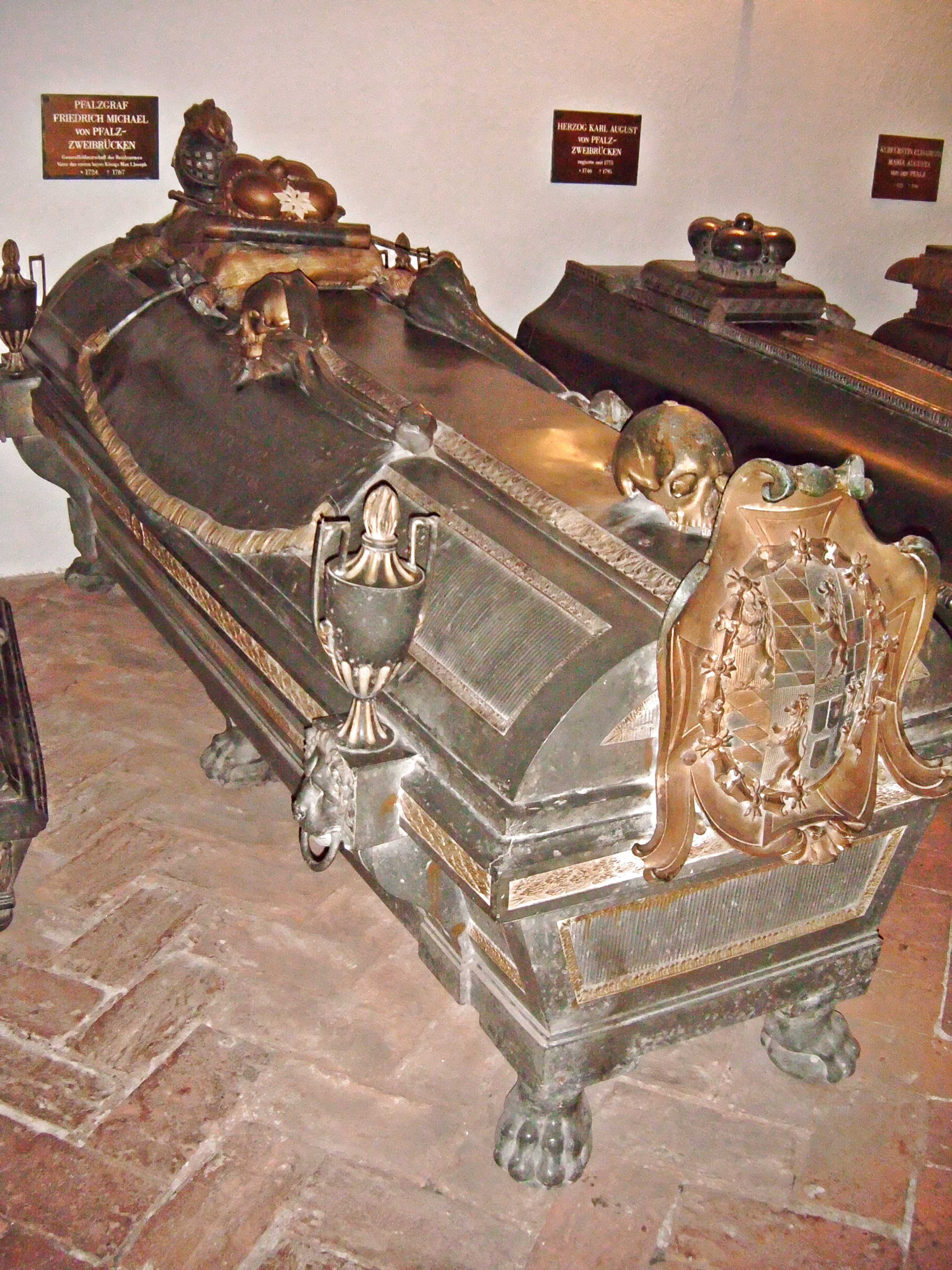
Sarkophag von Feldmarschall Friedrich Michael von Pfalz-Zweibrücken-Birkenfeld († 1767), heute St. Michael, München, ursprünglich Karmeliterkirche Heidelberg

Besondere Bedeutung gewann die Klosterkirche als Grablege des Hauses Wittelsbach, dadurch auch von Adeligen der Region und Personen aus ihrem Umfeld. Die Wittelsbachergruft wurde 1735 unter der Kirche erbaut und vom Wormser Bischof Franz Georg von Schönborn geweiht. Insgesamt zehn Familienangehörige fanden hier ihre letzte Ruhe, darunter  Kurfürstin Elisabeth Auguste von Pfalz-Sulzbach († 1794), Feldmarschall Friedrich Michael von Pfalz-Zweibrücken-Birkenfeld (1724–1767), sowie Prinzessin Elisabeth Auguste Sofie von der Pfalz († 1728) und ihr Gatte Joseph Karl von Pfalz-Sulzbach († 1729). Letzterer begründete die Loretowallfahrt in Oggersheim und erstere ließ dort die prächtige Wallfahrtskirche Mariä Himmelfahrt erbauen. Weitere hier beigesetzte Familienmitglieder waren unter anderem Prinzessin Theresia Emanuela (1723–1743), die Tochter von Prinz Ferdinand Maria Innozenz von Bayern und Theresia Benedicte von Bayern (1725–1743), eine Tochter von Kaiser Karl VII. Nach Aufhebung des Heidelberger Klosters überführte man alle hier bestatteten Wittelsbacher 1805 in die St. Michaelskirche nach München.
Eigene Grüfte unter dem Langhaus der Kirche hatten auch die Adelsfamilien von Wiser und von Freudenberg. Unter anderem ruhten dort Reichsgraf Franz Joseph von Wiser († 1755) und seine Gattin Anna Lucia von Alten († 1726), sowie ihr Sohn Carl Joseph von Wiser († 1770), der durch seine romantische Liebesheirat mit der protestantischen Gräfin Elisabeth Dorothea von Degenfeld-Schomberg bekannt wurde. Ihre Grabmonumente verbrachte man beim Abriss der Kirche auf das Gelände von Schloss Wiser zu Leutershausen an der Bergstraße, wo sie sich noch heute befinden. Im allgemeinen Grabgewölbe unter der Kirche musste man die Toten wegen Platzmangels in Särgen übereinander stapeln. Als man die Kirche abtrug, wurden 1806 mindestens 200 Leichname aus der Krypta würdelos im Klostergarten verscharrt. Mit der Wahl als Grabstätte war für die Karmeliten auch die Aufgabe des Totengedächtnisses verbunden. Dieses brachte einerseits Einnahmen in Form von Messstipendien, hatte aber durch persönliche Trauerbegleitung auch großen Einfluss auf die fruchtbare Seelsorgetätigkeit.